# Habib Baldé
 (janvier 2025).
Habib Baldé de son nom complet Mamadou Habib Baldé, né le 15 juillet 1988 à Fria en Guinée est un ancien député et homme politique guinéen.
En 2013, il est nommé député à l'Assemblée nationale guinéenne et prend ses fonctions le 5 novembre 2014. Il occupe ce poste jusqu'au 5 septembre 2021 sous les présidences de Claude Kory Kondiano et d'Amadou Damaro Camara.

## Biographie

### Jeunesse et études
Habib Baldé naît le 15 juillet 1988 à Fria, dans la région de Boké en Guinée,[source insuffisante]. 

### Carrière politique
Il commence son parcours politique en 2009 lorsqu'il rejoint le Front uni pour la démocratie et le changement (FUDEC), présidé par François Louceny Fall, alors que le pays traverse une crise socio-politique entre janvier et février 2007[réf. souhaitée]. 
En 2012, après une pause de 2 ans, il rejoint le parti Guinée pour tous (GPT), dirigé par Ibrahima Kassory Fofana, et devient deuxième tête de liste lors des élections législatives de 2013[réf. souhaitée].
En novembre 2014, il est nommé député en remplacement de Kassory Fofana, devenant, à 26 ans, le plus jeune député de la Guinée,. Il est réélu lors des élections législatives de 2020 et occupe ce poste jusqu'à la dissolution de l'institution, le 5 septembre 2021.
Après avoir été rapporteur de la commission loi et administration générale de l’Assemblée nationale, il est nommé Président de la Commission des Affaires étrangères et des Guinéens de l’Étranger le 25 octobre 2019 à l'âge de 31 ans et occupe ce poste jusqu'à la dissolution de l'institution, le 5 septembre 2021.
Le 21 mai 2017, il est nommé Président du Forum national des Jeunes des Partis politiques en Guinée (FONAJEP). Il occupe cette fonction jusqu'au 30 septembre 2021, date à laquelle il est remplacé par Alseny Sékou Bangoura